# Веркич, Миленко
Миленко Веркич (сербохорв. Миленко Веркић / Milenko Verkić; 16 октября 1912, Обреж — ночь с 19 на 20 декабря 1942, гора Маевица) — югославский сербский партизан времён Народно-освободительной войны Югославии, Народный герой Югославии.

## Биография
Родился 16 октября 1912 в деревне Обреж около Земуна (ныне община Печинци в Воеводине, Сербия). Окончил начальную школу, после чего уехал в Белград работать гончаром и изготавливать кирпичи. С 1941 года член КПЮ. Боевой опыт приобрёл в 1936 году, неся службу в интербригадах во время гражданской войны в Испании. Был тяжело ранен, провёл 11 месяцев в больнице, после чего был перевезён в лагерь военнопленных, откуда выбрался через Германию в Югославию, в Сараево.
В начале войны по приказу Светозара Вукмановича Веркич был принят в Романийский партизанский отряд, став политруком Црепольской партизанской роты. С 1942 года командир роты 1-го пролетарского батальона в Восточной Боснии (с августа 1942 года в составе 6-й восточнобоснийской пролетарской ударной бригады). В ночь с 5 на 6 октября 1942 Миленко Веркич со своей бригадой совершил переправу через реку Саву в Срем, где атаковал и уничтожил вражеские гарнизоны в деревнях Врбань и Кузмин. На горе Фрушке в состав бригады был принят батальон Сремского партизанского отряда, а Веркич стал политруком одной из рот.
В начале ноября 1942 года он вернулся в Боснию, где завязал бои с четниками у подножья гор Маевица и Семберия. В середине декабря объединённые силы усташей и четников напали на партизанские силы: 6-ю восточнобоснийскую бригаду, Сремский и Маевицкий партизанский отряд. Веркич погиб в ночь с 19 на 20 декабря во время попытки отступления бригады к местечку Шековичи.
20 декабря 1951 указом Президиума Народной Скупщины Федеративной Народной Республики Югославии Миленко Веркич посмертно был награждён Орденом Народного героя.